# 小諸市立郷土博物館
小諸市立郷土博物館（こもろしりつきょうどはくぶつかん）は、長野県小諸市にある小諸市に関する博物館。2009年より一般公開は休止し、団体の希望がある場合のみ開館する。現在古文書を中心とした郷土資料の研究を実施している。
小諸市の自然、歴史、生活文化に関する資料を収集し、市内の遺跡より出土した縄文時代より中世の品々や、農耕具や養蚕用品、寄贈された品の展示、映像による解説等を行う。

## 所在地
〒384-0804 長野県小諸市大字丁221番地（懐古園内）

## アクセス
- しなの鉄道・JR東日本小諸駅から徒歩で10分